# Dinámica de cuerpos rígidos

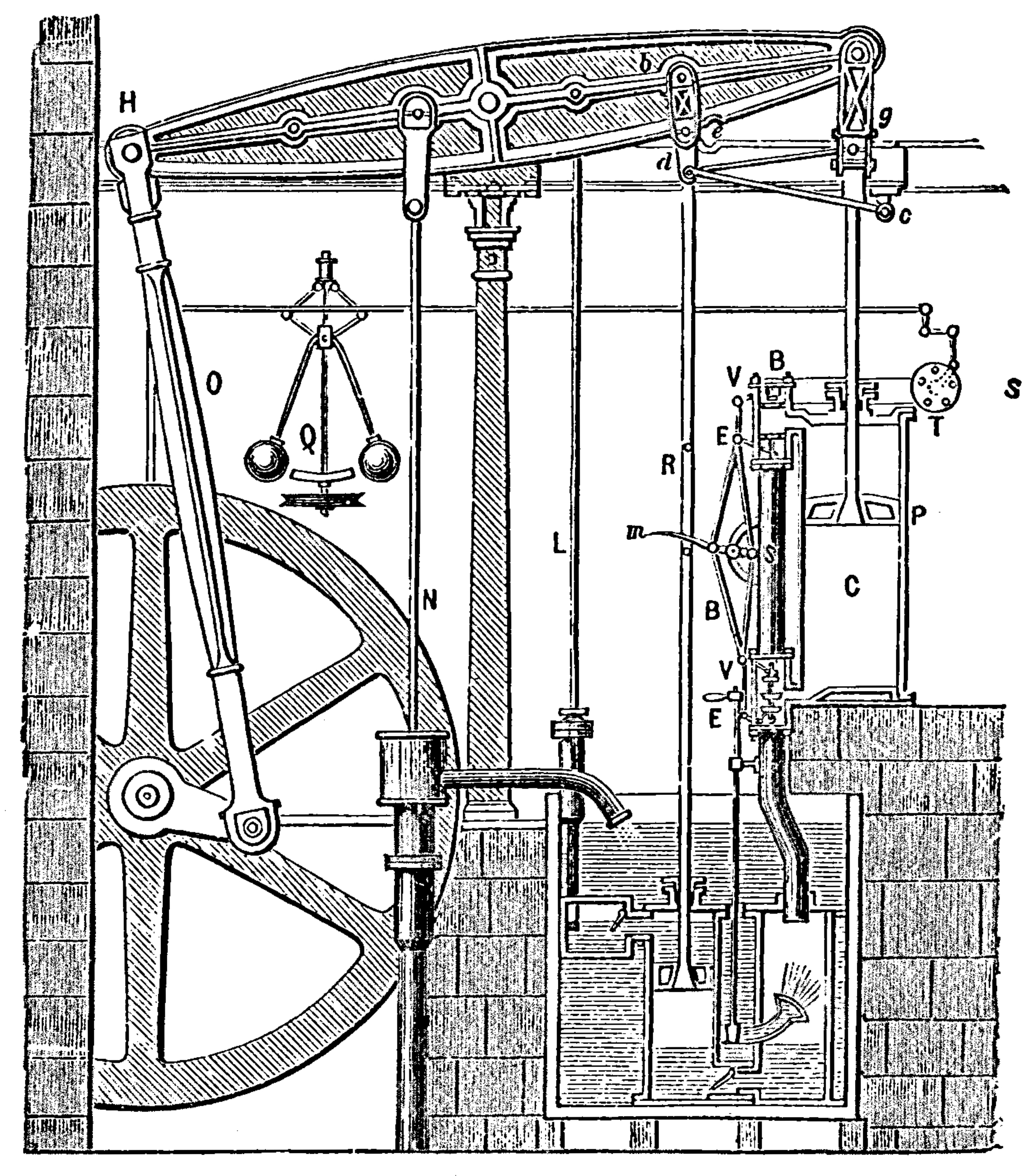
El movimiento de cada uno de los componentes de la máquina de vapor de Boulton & Watt (1784) se puede describir mediante un conjunto de ecuaciones de cinemática y cinética.

En la ciencia física de la dinámica, la dinámica de cuerpos rígidos estudia el movimiento de sistemas de cuerpos interconectados bajo la acción de fuerza externa. La suposición de que los cuerpos son rígidos (es decir, que no se  deforman bajo la acción de las fuerzas aplicadas) simplifica el análisis, al reducir los parámetros que describen la configuración del sistema a la traslación y rotación de marco de referencias unidos a cada cuerpo. Esto excluye los cuerpos que muestran un comportamiento fluido, altamente elástico, y plástico
La dinámica de un sistema de cuerpos rígidos se describe mediante las leyes de la cinemática y la aplicación de la segunda ley de Newton (cinética) o su forma derivada, la mecánica lagrangiana. La solución de estas ecuaciones de movimiento proporciona una descripción de la posición, el movimiento y la aceleración de los componentes individuales del sistema, y en general del propio sistema, como una función del tiempo.  La formulación y solución de la dinámica de cuerpos rígidos es una herramienta importante en la simulación por ordenador de  sistemas mecánicos.

## Dinámica de cuerpos rígidos planos
Si un sistema de partículas se mueve paralelamente a un plano fijo, se dice que el sistema está restringido al movimiento plano. En este caso, las leyes de Newton (cinética) para un sistema rígido de N partículas, Pi, i=1,...,N, se simplifican porque no hay movimiento en la dirección k. Determine la  fuerza y el par resultantes en un punto de referencia R , para obtener
{\displaystyle \mathbf {F} =\sum _{i=1}^{N}m_{i}\mathbf {A} _{i},\quad \mathbf {T} =\sum _{i=1}^{N}(\mathbf {r} _{i}-\mathbf {R} )\times m_{i}\mathbf {A} _{i},}
donde ri denota la trayectoria plana de cada partícula.
La cinemática de un cuerpo rígido arroja la fórmula de la aceleración de la partícula Pi en términos de la posición R y de la aceleración A de la partícula de referencia, así como del vector velocidad angular ω y del vector aceleración angular α del sistema rígido de partículas como,
{\displaystyle \mathbf {A} _{i}=\alpha \times (\mathbf {r} _{i}-\mathbf {R} )+\omega \times (\omega \times (\mathbf {r} _{i}-\mathbf {R} ))+\mathbf {A} .}
Para los sistemas que están restringidos al movimiento plano, los vectores de velocidad angular y de aceleración angular se dirigen a lo largo de k perpendicular al plano de movimiento, lo que simplifica esta ecuación de aceleración.  En este caso, los vectores de aceleración pueden simplificarse introduciendo los vectores unitarios e {sub|i}} desde el punto de referencia R hasta un punto r {sub|i}} y los vectores unitarios {\textstyle \mathbf {t} _{i}=k\times \mathbf {e} _{i}}, así
{\displaystyle \mathbf {A} _{i}=\alpha (\Delta r_{i}\mathbf {t} _{i})-\omega ^{2}(\Delta r_{i}\mathbf {e} _{i})+\mathbf {A} .}
Esto produce la fuerza resultante en el sistema como
{\displaystyle \mathbf {F} =\alpha \sum _{i=1}^{N}m_{i}\left(\Delta r_{i}\mathbf {t} _{i}\right)-\omega ^{2}\sum _{i=1}^{N}m_{i}\left(\Delta r_{i}\mathbf {e} _{i}\right)+\left(\sum _{i=1}^{N}m_{i}\right)\mathbf {A} ,}
y el par de torsión como
{\displaystyle {\begin{aligned}\mathbf {T} ={}&\sum _{i=1}^{N}(m_{i}\Delta r_{i}\mathbf {e} _{i})\times \left(\alpha (\Delta r_{i}\mathbf {t} _{i})-\omega ^{2}(\Delta r_{i}\mathbf {e} _{i})+\mathbf {A} \right)\\{}={}&\left(\sum _{i=1}^{N}m_{i}\Delta r_{i}^{2}\right)\alpha {\vec {k}}+\left(\sum _{i=1}^{N}m_{i}\Delta r_{i}\mathbf {e} _{i}\right)\times \mathbf {A} ,\end{aligned}}}
donde {\textstyle \mathbf {e} _{i}\times \mathbf {e} _{i}=0} y {\textstyle \mathbf {e} _{i}\times \mathbf {t} _{i}=k}
es el vector unitario perpendicular al plano para todas las partículas Pi.
Utiliza el centro de masa C como punto de referencia, por lo que estas ecuaciones para las leyes de Newton se simplifican para convertirse en
{\displaystyle \mathbf {F} =M\mathbf {A} ,\quad \mathbf {T} =I_{\textbf {C}}\alpha {\vec {k}},}
donde M es la masa total y IC es el momento de inercia alrededor de un eje perpendicular al movimiento del sistema rígido y que pasa por el centro de masa.

## Cuerpo rígido en tres dimensiones

### Descripciones de orientación o actitud
Se han desarrollado varios métodos para describir las orientaciones de un cuerpo rígido en tres dimensiones. Se resumen en las siguientes secciones.

#### Ángulos de Euler
El primer intento de representar una orientación se atribuye a Leonhard Euler. Imaginó tres marcos de referencia que podían rotar uno alrededor del otro y se dio cuenta de que comenzando con un marco de referencia fijo y realizando tres rotaciones, podía obtener cualquier otro marco de referencia en el espacio (usando dos rotaciones para fijar el eje vertical y otra para fijar los otros dos ejes). Los valores de estas tres rotaciones se denominan ángulos de Euler. Comúnmente, {\displaystyle \psi } se usa para denotar precesión, {\displaystyle \theta } para estilo de visualización y {\displaystyle \phi } rotación intrínseca.

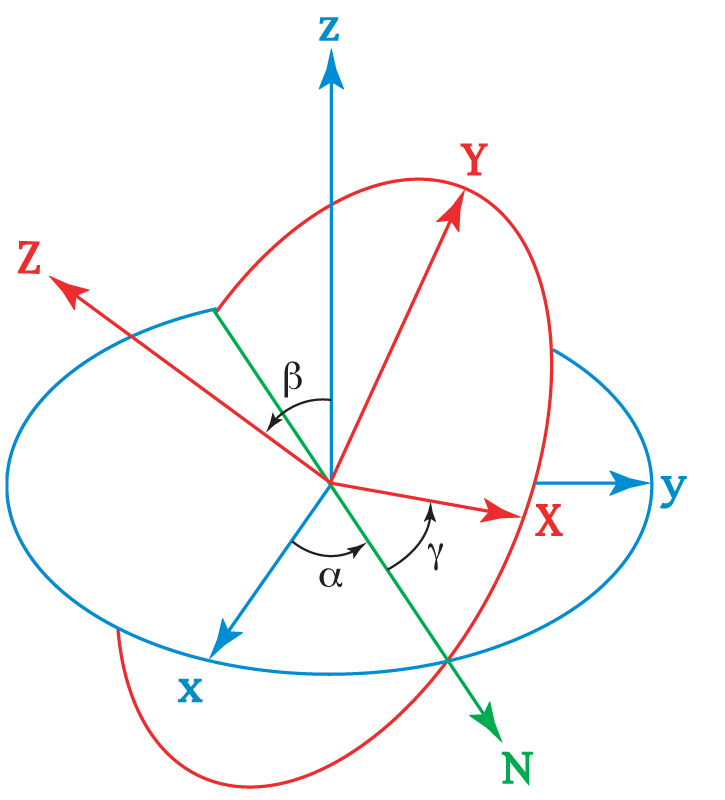
Diagrama de los ángulos de Euler
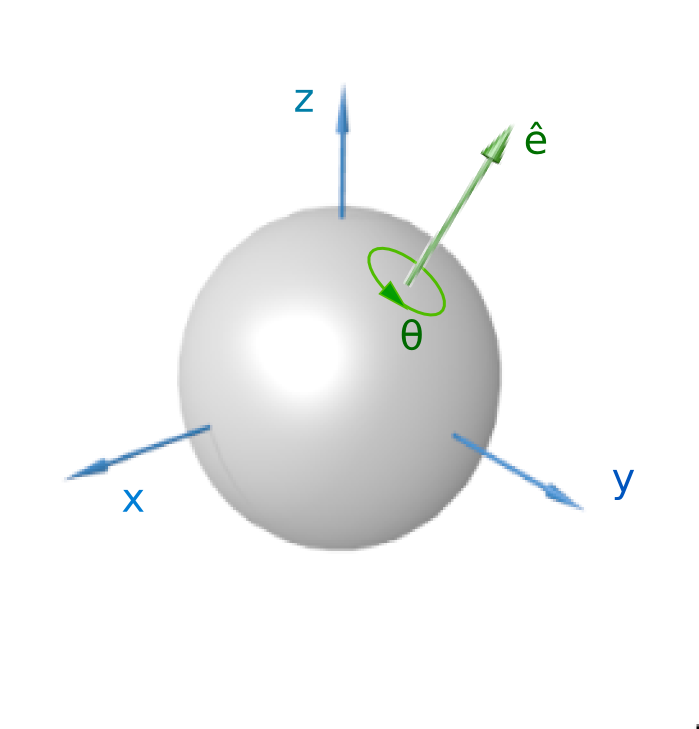
Rotación intrínseca de una pelota alrededor de un eje fijo.
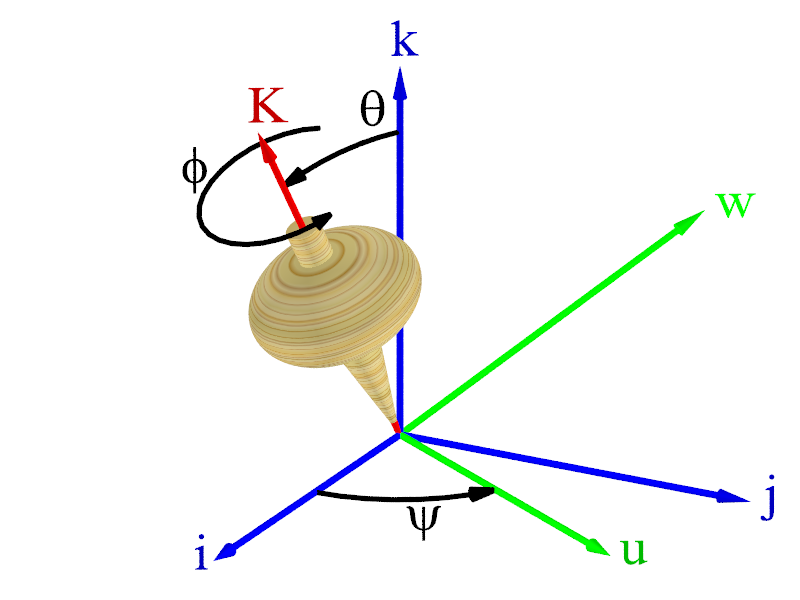
Movimiento de un trompo en los ángulos de Euler.

#### Ángulos de Tait-Bryan

Tait–Bryan angles, another way to describe orientation.

Se trata de tres ángulos, también conocidos como de guiñada, cabeceo y balanceo, ángulos de navegación y ángulos de Cardan. Matemáticamente constituyen un conjunto de seis posibilidades dentro de los doce conjuntos posibles de ángulos de Euler, siendo la ordenación la más utilizada para describir la orientación de un vehículo como un avión. En ingeniería aeroespacial se suelen denominar ángulos de Euler.

#### Vector de orientación
Euler también se dio cuenta de que la composición de dos rotaciones equivale a una sola rotación alrededor de un eje fijo diferente (teorema de la rotación de Euler). Por tanto, la composición de los tres ángulos anteriores tiene que ser igual a una sola rotación, cuyo eje era complicado de calcular hasta que se desarrollaron las matrices.
| SO
Basándose en este hecho, introdujo una forma vectorial de describir cualquier rotación, con un vector en el eje de rotación y módulo igual al valor del ángulo. Por lo tanto, cualquier orientación puede representarse mediante un vector de rotación (también llamado vector de Euler) que conduce a ella desde el marco de referencia. Cuando se utiliza para representar una orientación, el vector de rotación se llama comúnmente vector de orientación, o vector de actitud.
Un método similar, llamado representación eje-ángulo, describe una rotación u orientación utilizando un vector unitario alineado con el eje de rotación, y un valor separado para indicar el ángulo (ver figura).

#### Matriz de orientación
Con la introducción de las matrices se reescribieron los teoremas de Euler. Las rotaciones se describieron mediante matrices ortogonales denominadas matrices de rotación o matrices de coseno de dirección. Cuando se utiliza para representar una orientación, una matriz de rotación se llama comúnmente matriz de orientación, o matriz de actitud.
El mencionado vector de Euler es el vector propio de una matriz de rotación (una matriz de rotación tiene un único valor propio real). 
El producto de dos matrices de rotación es la composición de rotaciones. Por lo tanto, como antes, la orientación se puede dar como la rotación desde el marco inicial para conseguir el marco que queremos describir.
El espacio de configuración de un objeto no simétrico en un espacio n-dimensional es  SO (x) Rn  La orientación puede visualizarse adjuntando una base de vectores tangentes a un objeto. La dirección en la que apunta cada vector determina su orientación.

#### Cuaternión de orientación
Otra forma de describir las rotaciones es usando cuaterniones de rotación, también llamados versores. Son equivalentes a matrices de rotación y vectores de rotación. Con respecto a los vectores de rotación, se pueden convertir más fácilmente ay desde matrices. Cuando se utilizan para representar orientaciones, los cuaterniones de rotación suelen denominarse cuaterniones de orientación o cuaterniones de actitud.

### La segunda ley de Newton en tres dimensiones
Para considerar la dinámica de un cuerpo rígido en el espacio tridimensional, la segunda ley de Newton debe extenderse para definir la relación entre el movimiento de un cuerpo rígido y el sistema de fuerzas y pares que actúan sobre él.
Newton formuló su segunda ley para una partícula como: 

El cambio de movimiento de un objeto es proporcional a la fuerza aplicada y se realiza en la dirección de la línea recta en la que se aplica la fuerza.

Debido a que Newton generalmente se refirió a la masa por la velocidad como el "movimiento" de una partícula, la frase "cambio de movimiento" se refiere a la masa por la aceleración de la partícula, por lo que esta ley generalmente se escribe como
{\displaystyle \mathbf {F} =m\mathbf {a} ,}
donde F se entiende como la única fuerza externa que actúa sobre la partícula, m es la masa de la partícula y a es su vector de aceleración. La extensión de la segunda ley de Newton a los cuerpos rígidos se consigue considerando un sistema rígido de partículas.

### Sistema rígido de partículas
Si un sistema de N partículas, Pi, i=1,...,N, se ensamblan en un cuerpo rígido, entonces se puede aplicar la segunda ley de Newton a cada una de las partículas del cuerpo. Si Fi es la fuerza externa aplicada a la partícula Pi con una masa mi, entonces 
{\displaystyle \mathbf {F} _{i}+\sum _{j=1}^{N}\mathbf {F} _{ij}=m_{i}\mathbf {a} _{i},\quad i=1,\ldots ,N,}
donde F ij es la fuerza interna de la partícula P j que actúa sobre la partícula P i que mantiene la distancia constante entre estas partículas.

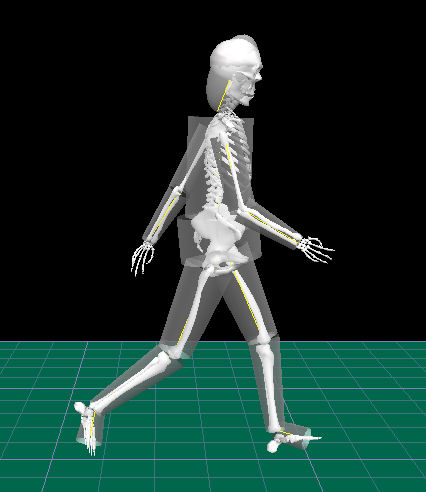
Cuerpo humano modelado como un sistema de cuerpos rígidos de sólidos geométricos. Se agregaron huesos representativos para una mejor visualización de la persona que camina.

Se obtiene una simplificación importante de estas ecuaciones de fuerza introduciendo la fuerza y el par resultantes que actúan sobre el sistema rígido. Esta fuerza y par resultantes se obtienen eligiendo una de las partículas en el sistema como punto de referencia, R, donde cada una de las fuerzas externas se aplica con la adición de un torque asociado. La fuerza resultante F y el par T están dados por las fórmulas,
{\displaystyle \mathbf {F} =\sum _{i=1}^{N}\mathbf {F} _{i},\quad \mathbf {T} =\sum _{i=1}^{N}(\mathbf {R} _{i}-\mathbf {R} )\times \mathbf {F} _{i},}
donde Ri es el vector que define la posición de la partícula Pi.
La segunda ley de Newton para una partícula se combina con estas fórmulas para obtener la fuerza resultante y el par motor,
{\displaystyle \mathbf {F} =\sum _{i=1}^{N}m_{i}\mathbf {a} _{i},\quad \mathbf {T} =\sum _{i=1}^{N}(\mathbf {R} _{i}-\mathbf {R} )\times (m_{i}\mathbf {a} _{i}),}
donde lasfuerzas internas Fij se anulan por parejas. La cinemática de un cuerpo rígido arroja la fórmula de la aceleración de la partícula Pi en términos de la posición R y de la aceleración a de la partícula de referencia, así como del vector velocidad angular ω y del vector aceleración angular α del sistema rígido de partículas como,
{\displaystyle \mathbf {a} _{i}=\alpha \times (\mathbf {R} _{i}-\mathbf {R} )+\omega \times (\omega \times (\mathbf {R} _{i}-\mathbf {R} ))+\mathbf {a} .}

### Propiedades de la masa
Las propiedades de masa del cuerpo rígido están representadas por su centro de masas y momento de inercia. Elija el punto de referencia R para que satisfaga la condición
{\displaystyle \sum _{i=1}^{N}m_{i}(\mathbf {R} _{i}-\mathbf {R} )=0,}
entonces se conoce como el centro de masa del sistema.
La matriz de inercia  [IR] del sistema respecto al punto de referencia R se define por
{\displaystyle [I_{R}]=\sum _{i=1}^{N}m_{i}\left(\mathbf {I} \left(\mathbf {S} _{i}^{\textsf {T}}\mathbf {S} _{i}\right)-\mathbf {S} _{i}\mathbf {S} _{i}^{\textsf {T}}\right),}
donde {\displaystyle \mathbf {S} _{i}} es el vector columna Ri − R; {\displaystyle \mathbf {S} _{i}^{\textsf {T}}} es su transpuesta, y{ {\displaystyle \mathbf {I} } es la matriz identidad de 3 por 3.
{\displaystyle \mathbf {S} _{i}^{\textsf {T}}\mathbf {S} _{i}} es elproducto escalar de {\displaystyle \mathbf {S} _{i}} por sí mismo, mientras que
{\displaystyle \mathbf {S} _{i}\mathbf {S} _{i}^{\textsf {T}}} es el producto vectorial de {\displaystyle \mathbf {S} _{i}} por sí mismo

### Ecuaciones de fuerza-par
Utilizando el centro de masa y la matriz de inercia, las ecuaciones de fuerza y par para un solo cuerpo rígido toman la forma
{\displaystyle \mathbf {F} =m\mathbf {a} ,\quad \mathbf {T} =[I_{R}]\alpha +\omega \times [I_{R}]\omega ,}
y se conocen como la segunda ley del movimiento de Newton para un cuerpo rígido.
La dinámica de un sistema interconectado de cuerpos rígidos, Bi, j = 1, ..., M,, se formula aislando cada cuerpo rígido e introduciendo las fuerzas de interacción. La resultante de las fuerzas externas y de interacción en cada cuerpo da las ecuaciones fuerza-par
{\displaystyle \mathbf {F} _{j}=m_{j}\mathbf {a} _{j},\quad \mathbf {T} _{j}=[I_{R}]_{j}\alpha _{j}+\omega _{j}\times [I_{R}]_{j}\omega _{j},\quad j=1,\ldots ,M.}
La formulación de Newton da lugar a 6 M ecuaciones que definen la dinámica de un sistema de M cuerpos rígidos.

### Rotación en tres dimensiones
Un objeto giratorio, ya sea bajo la influencia de pares o no, puede exhibir los comportamientos de precesión y nutación. La ecuación fundamental que describe el comportamiento de un cuerpo sólido en rotación es la  ecuación de movimiento de Euler:
{\displaystyle {\boldsymbol {\tau }}={{D\mathbf {L} } \over {Dt}}={{d\mathbf {L} } \over {dt}}+{\boldsymbol {\omega }}\times \mathbf {L} ={{d(I{\boldsymbol {\omega }})} \over {dt}}+{\boldsymbol {\omega }}\times {I{\boldsymbol {\omega }}}=I{\boldsymbol {\alpha }}+{\boldsymbol {\omega }}\times {I{\boldsymbol {\omega }}}}
donde los  pseudovectores τ y L son, respectivamente, los  momentos de fuerza sobre el cuerpo y su momento angular, el escalar I es su momento de inercia, el vector ω es su velocidad angular, el vector α es su aceleración angular, D es el diferencial en un marco de referencia inercial y d es el diferencial en un marco de referencia relativo fijo con el cuerpo.
La solución a esta ecuación cuando no se aplica un par se analiza en los artículos  Ecuación de movimiento de Euler y Elipsoide de Poinsot.
De la ecuación de Euler se deduce que un par τ aplicado perpendicularmente al eje de rotación y, por lo tanto, perpendicular a L , da como resultado una rotación alrededor de un eje perpendicular tanto a τ como a L. Este movimiento se llama precesión. La velocidad angular de precesión ΩP viene dada por el producto vectorial.[cita requerida]
{\displaystyle {\boldsymbol {\tau }}={\boldsymbol {\Omega }}_{\mathrm {P} }\times \mathbf {L} .}

Precesión de un giroscopio

La precesión puede demostrarse colocando una peonza con su eje horizontal y apoyada sin apretar (sin fricción hacia la precesión) en un extremo. En lugar de caer, como cabría esperar, la peonza parece desafiar a la gravedad permaneciendo con su eje horizontal, cuando el otro extremo del eje se deja sin apoyo y el extremo libre del eje describe lentamente un círculo en un plano horizontal, girando la precesión resultante. Este efecto se explica mediante las ecuaciones anteriores. El par de torsión en la parte superior es suministrado por un par de fuerzas: la gravedad que actúa hacia abajo en el centro de masa del dispositivo, y una fuerza igual que actúa hacia arriba para apoyar un extremo del dispositivo. La rotación resultante de este par no es hacia abajo, como podría esperarse intuitivamente, provocando la caída del dispositivo, sino perpendicular tanto al par gravitatorio (horizontal y perpendicular al eje de rotación) como al eje de rotación (horizontal y hacia fuera del punto de apoyo), es decir, alrededor de un eje vertical, provocando que el dispositivo gire lentamente alrededor del punto de apoyo.
Bajo un par constante de magnitud τ, la velocidad de precesión Ω P es inversamente proporcional a L , la magnitud de su momento angular:

donde θ es el ángulo entre los vectores Ω P y L. Por lo tanto, si el giro de la peonza disminuye (por ejemplo, debido a la fricción), su momento angular disminuye y, por lo tanto, aumenta la velocidad de precesión. Esto continúa hasta que el dispositivo no puede girar lo suficientemente rápido para soportar su propio peso, cuando deja de preceder y se cae de su soporte, es principalmente porque la fricción contra la precesión provoca otra precesión que, a su vez, provoca la caída.
Por convención, estos tres vectores (par, espín y precesión) están orientados entre sí de acuerdo con la regla de la mano derecha.

## Trabajo virtual de las fuerzas que actúan sobre un cuerpo rígido
Una formulación alternativa de la dinámica del cuerpo rígido que tiene varias características convenientes se obtiene al considerar el trabajo virtual de las fuerzas que actúan sobre un cuerpo rígido.
El trabajo virtual de las fuerzas que actúan en varios puntos sobre un solo cuerpo rígido se puede calcular utilizando las velocidades de su punto de aplicación y la fuerza y el par resultantes. Para ver esto, dejemos que las fuerzas  F1, F2 ... Fn   actúen sobre los puntos R1, R2 ... Rn en un cuerpo rígido.
Las trayectorias de Ri, i = 1, ..., n  están definidas por el movimiento del cuerpo rígido. Las velocidades de los puntos Ri a lo largo de sus trayectorias son
{\displaystyle \mathbf {V} _{i}={\vec {\omega }}\times (\mathbf {R} _{i}-\mathbf {R} )+\mathbf {V} ,}
donde ω es el vector de velocidad angular del cuerpo.

### Trabajo virtual
El trabajo se calcula a partir del producto punto de cada fuerza con el desplazamiento de su punto de contacto
{\displaystyle \delta W=\sum _{i=1}^{n}\mathbf {F} _{i}\cdot \delta \mathbf {r} _{i}.}
Si la trayectoria de un cuerpo rígido está definida por un conjunto de coordenadas generalizadas qj, j = 1, ..., m,  entonces los desplazamientos virtuales δri están dados por
{\displaystyle \delta \mathbf {r} _{i}=\sum _{j=1}^{m}{\frac {\partial \mathbf {r} _{i}}{\partial q_{j}}}\delta q_{j}=\sum _{j=1}^{m}{\frac {\partial \mathbf {V} _{i}}{\partial {\dot {q}}_{j}}}\delta q_{j}.}
El trabajo virtual de este sistema de fuerzas que actúa sobre el cuerpo en términos de las coordenadas generalizadas se convierte en
{\displaystyle \delta W=\mathbf {F} _{1}\cdot \left(\sum _{j=1}^{m}{\frac {\partial \mathbf {V} _{1}}{\partial {\dot {q}}_{j}}}\delta q_{j}\right)+\ldots +\mathbf {F} _{n}\cdot \left(\sum _{j=1}^{m}{\frac {\partial \mathbf {V} _{n}}{\partial {\dot {q}}_{j}}}\delta q_{j}\right)}
o recogiendo los coeficientes de δqj
{\displaystyle \delta W=\left(\sum _{i=1}^{n}\mathbf {F} _{i}\cdot {\frac {\partial \mathbf {V} _{i}}{\partial {\dot {q}}_{1}}}\right)\delta q_{1}+\ldots +\left(\sum _{1=1}^{n}\mathbf {F} _{i}\cdot {\frac {\partial \mathbf {V} _{i}}{\partial {\dot {q}}_{m}}}\right)\delta q_{m}.}

### Fuerzas generalizadas
Para simplificar, considere una trayectoria de un cuerpo rígido que se especifica mediante una sola coordenada generalizada q, como un ángulo de rotación, luego la fórmula se convierte en
{\displaystyle \delta W=\left(\sum _{i=1}^{n}\mathbf {F} _{i}\cdot {\frac {\partial \mathbf {V} _{i}}{\partial {\dot {q}}}}\right)\delta q=\left(\sum _{i=1}^{n}\mathbf {F} _{i}\cdot {\frac {\partial ({\vec {\omega }}\times (\mathbf {R} _{i}-\mathbf {R} )+\mathbf {V} )}{\partial {\dot {q}}}}\right)\delta q.}
Introduzca la fuerza resultante F y el par T para que esta ecuación tome la forma
{\displaystyle \delta W=\left(\mathbf {F} \cdot {\frac {\partial \mathbf {V} }{\partial {\dot {q}}}}+\mathbf {T} \cdot {\frac {\partial {\vec {\omega }}}{\partial {\dot {q}}}}\right)\delta q.}
La cantidad Q definida por
{\displaystyle Q=\mathbf {F} \cdot {\frac {\partial \mathbf {V} }{\partial {\dot {q}}}}+\mathbf {T} \cdot {\frac {\partial {\vec {\omega }}}{\partial {\dot {q}}}},}
se conoce como la fuerza generalizada asociada con el desplazamiento virtual δq. Esta fórmula se generaliza al movimiento de un cuerpo rígido definido por :{\displaystyle \delta W=\sum _{j=1}^{m}Q_{j}\delta q_{j},}
donde
{\displaystyle Q_{j}=\mathbf {F} \cdot {\frac {\partial \mathbf {V} }{\partial {\dot {q}}_{j}}}+\mathbf {T} \cdot {\frac {\partial {\vec {\omega }}}{\partial {\dot {q}}_{j}}},\quad j=1,\ldots ,m.}
Es útil observar que las fuerzas conservativas, como la gravedad y las fuerzas de los muelles, se pueden derivar de una función potencial V(q1, ..., qn), conocida como energía potencial.  En este caso las fuerzas generalizadas vienen dadas por
{\displaystyle Q_{j}=-{\frac {\partial V}{\partial q_{j}}},\quad j=1,\ldots ,m.}

## Forma de D'Alembert del principio del trabajo virtual
Las ecuaciones de movimiento para un sistema mecánico de cuerpos rígidos se pueden determinar usando la forma de D'Alembert del principio del trabajo virtual. El principio del trabajo virtual se usa para estudiar el equilibrio estático de un sistema de cuerpos rígidos, sin embargo, al introducir términos de aceleración en las leyes de Newton, este enfoque se generaliza para definir el equilibrio dinámico.

### Equilibrio estático
El equilibrio estático de un sistema mecánico de cuerpos rígidos se define por la condición de que el trabajo virtual de las fuerzas aplicadas sea cero para cualquier desplazamiento virtual del sistema. Esto se conoce como el principio del trabajo virtual. Esto es equivalente al requisito de que las fuerzas generalizadas para cualquier desplazamiento virtual sean cero, es decir, Qi=0.

## Aplicaciones
- Para el análisis de sistemas robóticos
- Para el análisis biomecánico de animales, humanos o sistemas humanoides
- Para el análisis de objetos espaciales
- Para la comprensión de movimientos extraños de cuerpos rígidos.[6]
- Para el diseño y desarrollo de sensores basados en la dinámica, como los sensores giroscópicos.
- Para el diseño y desarrollo de diversas aplicaciones de mejora de la estabilidad en los automóviles.
- Para la mejora de los gráficos de los videojuegos en los que intervienen cuerpos rígidos.